# 郷中
郷中（ごじゅう）は、一定の区域を画して定められた方限を単位とし、そこに住む中下級武士の子弟から成る集団、あるいは集団の教育組織のことである。薩摩藩の郷中では、独自の青少年教育が行われ、郷中教育と呼ばれる。類似するものに、会津藩の「什」がある。

## 概要
郷中の起源は島津義弘によるとされている。郷に住む6歳以上の男子が郷中教育の対象となり、6歳から15歳未満までを「稚児」、元服後から24、25歳までを「二才（にせ）」、それ以上を「長老（おせ）」と呼称した（区分とその呼称は地域によって異なる）。郷中教育においては、先輩が後輩を指導する形式が採られた。具体的な教育方法は郷の自主性に委ねられた。また、二才については、武士の心構えに関する教育は希薄で、身体鍛錬のみを目的とした団体だった。薩摩藩も二才の粗暴な行為を禁じていた。
島津吉貴は、地域ごとに組を編成する体制を整え、組頭に二才の行動を取り締まらせる一方で、学問や武芸の教育は親の責任とした。また、年少者であっても武士の身分と格式の重さを自覚し、武士にふさわしい言動を取ることを求めた。これが方限の稚児指導に繋がったと考えられる。郷中教育の兵児二才制度では年齢差が絶対であり、それ以外の属性は無効とされ、厳しい規則のもとで鍛錬が行なわれた。薬丸自顕流が体育・思想教育として用いられた。
薩摩は女性蔑視、女性忌避の色が強く、これは郷中教育の特徴でもあり、完全に男女の交流を断ち、それもあって同性愛の温床になっていた。青年と年少者（十代前半）の同性愛関係が一般的に見られたと言われている。
安永2年（1773年）、藩校の造士館と武芸稽古場の演武館が創設されると、造士館・演武館以外の場における武術教授や、下級武士による郷中における集団的活動（兵児二才制度における行事など）は禁止された。しかし、幕末に鎌田正純が郷中教育を活性化し、西田方郷中の士風を刷新した。正純は、藩意の下、士風粛正の手段として文武を奨励し、剣術の稽古を出席制で行った。
明治維新で武士階級は消滅したが、舎は存続した。現在の鹿児島県では、青少年の社会教育の場として機能している舎は少なくなっている。
1908年に創設されたボーイスカウト運動に影響を与えたと言われ、創設者のイギリス軍人ベーデン・パウエルが、1911年にイギリス国王ジョージ5世の戴冠式に臨席した乃木希典に対し、郷中教育を参考にしたと述べたという伝承がある。また、鹿児島市長上野篤も、パウエルから「これは貴国薩摩に於ける健児の社制度を研究しその美点を斟酌して組織したるものに外ならず」と言われたと述べている。

## 教育内容
かつては、「島津忠良・貴久連署掟」（天文8年）や「二才咄格式条目」（慶長元年）が郷中教育の起源と言われていた。しかし、文書形式や内容面から、郷中教育の起源と位置づけるのは不適切と明らかになった。

以下は、「二才咄格式条目」の内容である。
一．第一武道を嗜むべき事
一．兼ねて士の格式油断なく穿儀致すべき事
一．万一用事に付きて咄外の人に参会致し候はゞ用事相済み次第早速罷帰り長座致す間敷事
一．咄相中何色によらず、入魂に申合わせ候儀肝要たるべき事
一．朋党中無作法の過言互いに申し懸けず専ら古風を守るべき事
一．咄相中誰人にても他所に差越候節その場に於て相分かち難き儀到来致し候節は、幾度も相中得と穿儀致し越度之無き様相働くべき事
一．第一は虚言など申さざる儀士道の本意に候条、専らその旨を相守るべき事
一．山坂の達者は心懸くべき事
一．二才と申す者は、落鬢を斬り、大りはをとり候事にては之無き候  諸事武辺を心懸け心底忠孝之道に背かざる事第一の二才と申す物にて候 此儀は咄外の人絶えて知らざる事にて候

右条々堅固に相守るべし　もしこの旨に相背き候はゞ二才と言ふべからず 軍神摩利支天八幡大菩薩　武運の冥加尽き果つべき儀

(略訳)
- まず武道を嗜むこと
- 武士道の本義を油断なく実践せよ
- 用事で咄(グループ)外の集まりに出ても、用が済めば早く帰れ、長居するな
- 何事も、グループ内でよく相談の上処理することが肝要である
- 同輩に無作法なことを、やたらに話しかけるものではない。古風を守るべし
- グループの誰であっても、他所に行って判らぬ点が出た場合には仲間とよく話し合い、落ち度の無いようにすべきである
- 嘘を言わない事は士道の本意である、その旨をよく守るべし
- 忠孝の道は大仰にするものではない。その旨心がけるべきであるが、必要なときには後れを取らぬことが武士の本質である
- 山坂を歩いて体を鍛えよ
- 二才(薩摩の若者)は髪型や外見に凝ったりするものではない。万事に質実剛健、忠孝の道に背かないことが二才の第一である。この事は部外者には判らぬものである

これらはすべて厳重に守らなくてはならない。背けば二才を名乗る資格はなく、軍神摩利支天・八幡神の名において、武運尽き果てることは、疑いなきことである。
その他に「負けるな」「弱いものいじめをするな」「たとえ僅かでも女に接することも、これを口上にのぼらせることも一切許さない」「金銭欲・利欲をもっとも卑しむべきこと」なども記されている。

## 郷中教育における女性忌避と男色
薩摩の女性観は「女児を産んだら床下に寝せよ」というもので、女性蔑視、女性忌避の色が強く、これは郷中教育の特徴でもあり、セクシュアリティの分野では郷中教育の最大の特徴の一つは、家で女性のことを話さず、外で女性と口を利かず、道で女性と行き合えば女性の穢れを恐れて避けて通り、男女の関係を断ち、性欲をコントロールし修行に励む（「薩州ノ青年男子入リテハ厳粛ナル家庭ニ於テ女子ノコトヲ言ワズ、出テハ興中郷中ニアリ女子ヲ口ニセズ、路上女子ニ逢ハバ穢（けがれ）ノ身ニ及バンコトヲ恐レテ途ヲ避ケテ通ル・・・健児ヲシテ男女ノ関係ヲ断チ、情欲ヲ圧シ専ラ武事ニ励ミ元気ヲ鼓吹セシメタリ」）というような、極端な女性忌避にあったと指摘されている。また、鹿児島独立新聞の主幹の采鳥生が著した鹿児島案内『鹿児島自慢』（1915年）では、30項目のうち13番目に「男色」が挙げられており、鹿児島では10余年前まで男色が美風として社会的に奨励されており、鹿児島人は「男色を離れた交友」というものが理解できない、というのが実情だったと解説されている。なお、日本として見ると、天保の改革以降男色は衰退していた。
郷中教育は、男女の交流が全く断たれることで、機会主義的同性愛の温床になっていた。郷中教育の制度である兵児二才制度には、「婦女子に接することはもとより、口上にのぼす（女性について話す）ことすら絶対に許されない」という厳しい女性忌避があり、年長の「兵児二才」（14歳8ヵ月から20歳8ヵ月までのグループに属する青年）と年少の「兵児山」（6・7歳から14歳の8月までの予備的グループに属する年少者）の間ではしばしば同性愛関係が結ばれた。歴史学者の三品彰英は、兵児二才と兵児山の間の同性愛関係について、「男色関係が存在したことはかなり顕著なこと」と認めている。東京大学の松岡心平は、兵児二才制度は新羅の花郎集団に近いと評している。
兵児二才衆は、地域の名門出身の11 - 12歳の美少年に振袖を着せて化粧をさせ、「稚児様」、「執持（）稚児」、「トノモチチゴ」と呼んで奉り、守護していた。『薩摩見聞記』には、「昔時此風の盛んこれなるや、美少年を呼ぶに稚児様を以てし、其出る時は或は美しき振袖を着し数多の兵児二才之を護衛し傍よりは傘をさし掛け、夜は其門に立て寝ずの番を為す者あるに至る」とある。「稚児様」は薩摩藩主の身代わりと見なされ、よって兵児二才衆にとっては藩主への奉仕の訓練として機能した。また中沢新一は、「軍事的男子結社内の同性愛の欲望を『憧憬的恋愛』へと昇華させる役目も果たしていた」と指摘している。三品彰英は、「兵児二才」と「稚児様」の間の同性愛関係については、変態的欲求と見なされており、なかったと推定している。
兵児二才制度は、西南戦争の頃まで機能していたという。
薩摩軍は、郷中教育で培われた男色を介して集団戦を得意とし、強さを誇った。

### 影響
薩摩軍は戊辰戦争に勝利し、郷中教育で培われた薩摩軍の男色文化は、日本の軍隊に持ち込まれた。また、多くの論者が幕末維新を通して薩摩の男色文化が日本中に伝播したと述べており、それには軍隊が介在していたと考えられる。
また明治期の東京では、男子学生の間で男色が盛んで、街中で年長の男子学生に男子が性的に襲われる事件もしばしばあったが、男子学生の男色文化の起源については、旧薩摩藩出身の学生が薩摩藩の青少年の男色文化を東京に持ち込んだとする説が当時から根強く、好ましい年下の少年を「ニセさん」「ヨカチゴ」と薩摩言葉で呼ぶのがその証拠だと言われていた（谷崎潤一郎『幼少時代』1957年）。こうした男子学生の男色文化は、学校教育の普及によって軍人の養成学校や全国の旧制中学校・旧制高校に広がり、戦前の昭和期まで、上級生が下級生の美少年に目をつけて、口説いたり、寄宿舎のベッドで襲ったりすることは珍しくなかった。日本近代の学生文化には男色文化が濃密に存在したが、戦後に同性愛嫌悪の風潮が強まったため、当時を知る者も語らず、現在ではほとんど知られていない。

## 郷中一覧
当初の数は18であったが、幕末の頃には33と増加している。

### 上方限
- 紙屋谷
- 上ノ原
- 城ヶ谷
- 岩崎
- 冷水
- 屯田
- 後迫
- 韃靼堂
- 清水馬場
- 中ノ町
- 福昌寺
- 内ノ丸
- 横馬場
- 中村
- 実方

### 下方限
- 上ノ平
- 下ノ平
- 新照院
- 高見馬場
- 上加治屋町
- 下加治屋町
- 馬乗馬場
- 樋之口
- 新屋敷
- 塩屋
- 上之園
- 上荒田
- 高麗町
- 草牟田
- 西田
- 常盤
- 正建寺
- 八幡